# Strada Statale 674 Tangenziale Ovest di Siena
Die Westtangente (Tangenziale Ovest) von Siena ist ein kurzes Teilstück der italienischen SS 674 und dient als Umgehung der Stadt. Sie hat 2 Spuren für jede Fahrtrichtung, besitzt jedoch keinen Pannenstreifen. Ihr nördliches Ende bildet der nahtlose Fortsatz in den Raccordo autostradale 3 an der Anschlussstelle Siena Nord; im Süden geht sie in die Strada Statale 223 di Paganico über. Verwaltet und betrieben wird sie von der ANAS S.p.A. und ist in ihrem gesamten Verlauf mautfrei.